# Couëtron-au-Perche
Couëtron-au-Perche è un comune francese di 1 052 abitanti situato nel dipartimento del Loir-et-Cher nella regione del Centro-Valle della Loira.
Nasce il 1º gennaio 2018 dalla fusione dei comuni di Souday, Arville, Oigny, Saint-Agil e Saint-Avit che sono divenuti comuni delegati.
Il capoluogo del comune è stabilito a Souday.

## Società

### Evoluzione demografica
Abitanti censiti